# Bordils
Bordils est une commune de la province de Gérone, en Catalogne, en Espagne dans la comarque de Gironès.

## Histoire
- 3 décembre 1653 : Combat de Bordils durant la guerre des faucheurs qui opposa les troupes françaises aux troupes espagnoles qui furent défaites.